# Фридрих II (маркграф Бадена)
Фридрих II Баденский (нем. Friedrich II. von Baden, ум. 1333) — маркграф Бадена и сеньор Эберштайна в период с 1291 по 1333 годы.
Фридрих II был старшим сыном маркграфа Германа VII и его жены Агнес фон Труэндинген, и правил изначально совместно со своим братом Рудольфом. Впоследствии, однако, последовало разделение отцовского наследства, так что Фридрих получил в управление Баден и Эберштайн, в то время как Рудольфу достался Пфорцхайм. Фридрих перенёс при этом свою резиденцию в замок Альт-Эберштайн, и стал именовать себя соответственно сеньором Эберштайна (нем. Herr zu Eberstein), вследствие чего в литературе он обозначается также как Фридрих Баден-Эберштайнский (нем. Friedrich II. von Baden zu Eberstein).
В борьбе Фридриха Красивого с Людвигом Баварским за германскую корону маркграф Фридрих, как и его брат, поддержал габсбургскую партию, смог, однако, уже вскорости после поражения Фридриха Красивого заключить мир с императором Людвигом и получить подтверждение своих привилегий.
В 1325 году Фридрих II присоединился к земскому миру, заключённому городами Майнц, Страсбург, Вормс, Шпайер и Оппенхайм для защиты водных торговых путей и поощрения ремесленного производства.
Скончавшийся в 1333 году, Фридрих II был похоронен в фамильной усыпальнице в монастыре Лихтенталь в современном Баден-Бадене.

### Семья
16 октября 1312 года Фридрих II сочетался браком с Агнес Вайнсбергской (нем. Agnes von Weinsberg, ум. 1320). Их достоверно известным сыном был Герман IX — следующий правящий маркграф Баден-Эберштайна.
Во втором браке Фридрих был женат на Маргарете фон Файинген (нем. Margarete von Vaihingen, ум. 1348).
Кроме Германа, детьми Фридриха II были (неизвестно, от какого брака):
- Фридрих
- Агнес (ум. 1361), аббатиса монастыря Лихтенталь в современном Баден-Бадене
- Ирмгард, монахиня в монастыре Лихтенталь
- Мария, монахиня в монастыре Лихтенталь